# Eat My Skin
Eat My Skin è il quinto album dei 2Hurt pubblicato il 15 settembre 2017.

## Il disco
Il disco ha le classiche sonorità rock tra psichedelia e folk americano tipiche della band, con incursioni nel country punk ed utilizzo di violini e pedal steel guitar.

## Tracce
1. Behind my dreams – 6:37
2. Nights gone away – 3:40
3. Can't tell a man – 3:50
4. Life is just a game – 5:55
5. Dark shadows fall – 3:57
6. Crucify me – 3:02
7. Ride my sheep – 1:52
8. This bird is me – 5:20
9. Point of view – 4:23
10. All over now – 4:49

## Formazione
- Paolo Spunk Bertozzi - chitarra acustica ed elettrica, pedal steel guitar
- Roberto Leone - chitarra acustica, Dobro
- Laura Senatore - violino
- Giancarlo Cherubini - basso
- Marco Di Nicolantonio - batteria, percussioni